# Perplexus

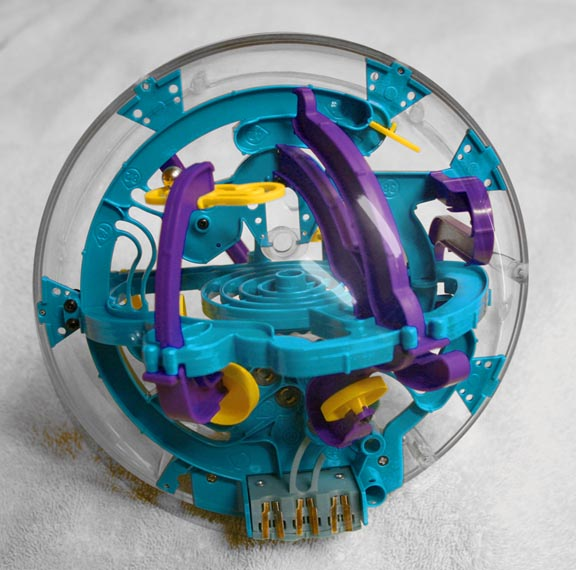
Perplexus

Perplexus (dříve známý jako Superplexus) je 3D hlavolam založený na principu malé ocelové kuličky pohybující se v labyrintu uzavřené plastové koule. Otáčením a natáčením koule se hráči snaží manévrovat kuličku po úzké dráze rafinovaným bludištěm složeným z určitého počtu kroků (počet závisí na typu labyrintu). Některé z kroků vyžadují udržení určité rychlosti kuličky, aby nepřepadla přes okraj dráhy, jiné pak její proklouznutí určitými tvary využívající přirozeného tvaru kuličky. Bludiště obsahuje různé počty a typy překážek různé obtížnosti, které je třeba zdolat, aby hráč dovedl kuličku zdárně do konce.
V roce 2009 se licencovaným výrobcem řady Perplexus stala firma Busy Life, LLC. Exkluzivním distributorem je Spin Master Ltd. V roce 2009 se hlavolam objevil k dispozici online.

## Historie
V současné době je známo pět typů hlavolamu Perplexus: Rookie (pro nejmenší, obsahující 100 kroků), Original (střední obtížnost, obsahuje rovněž 100 kroků), Epic (náročnější varianta se 125 kroky), Twist (varianta pro náročné s natáčecím vnitřkem labyrintu o 30 krocích) a Warp (varianta s 80 kroky). Hlavolam Perplexus vytvořil učitel a kouzelník Michael McGinnis ve spolupráci s vývojáři hraček Brianem Clemensem a Danem Klitsnerem ze sanfranciské skupiny KID Group známé uvedením her Bop It, HyperDash a dalších. První McGinnisovy skici plánovaného 3D labyrintu se datují již do konce 70. let 20. století. Až po mnoha letech, v roce 1999, ukázal své skici a hrubý prototyp Clemensovi a Klitsnerovi. Po roce spolupráce na mnoha prototypech vytvořili precizní podobu hry, která je velmi jednoduchá na seznámení a hraní pro děti, ale i vybavená dostatečným počtem záludných překážek různé úrovně, takže skýtá výzvu pro hráče jakéhokoli věku.
V roce 2001 byla vytvořena i Verze s elektronickou časomírou nazvaná Superplexus, ale byla dostupná pouze v omezeném počtu kusů.